# Nikolaikirche (Tallinn)

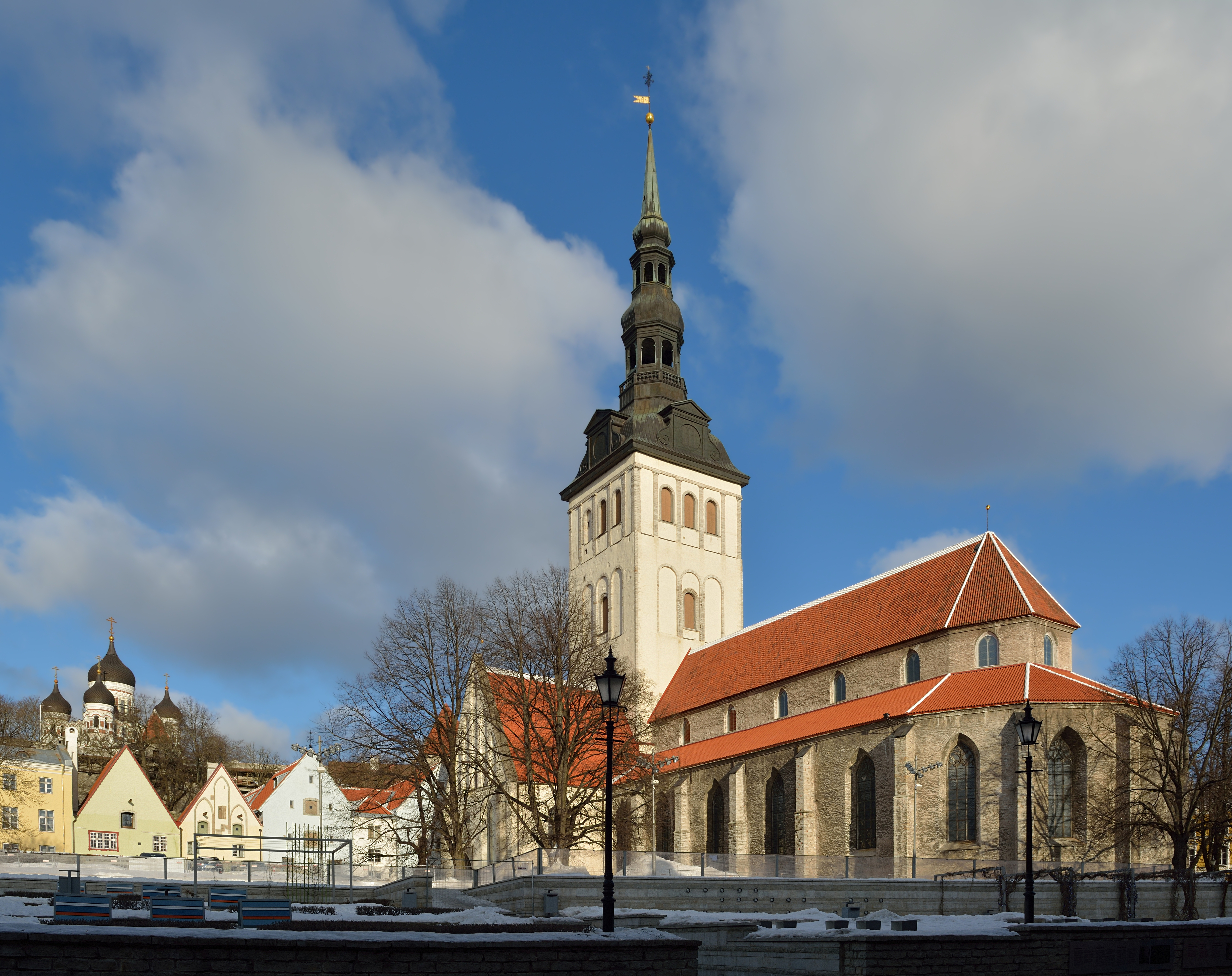
Außenansicht der Nikolaikirche

Die Nikolaikirche (estnisch Niguliste kirik) ist eines der Wahrzeichen der estnischen Hauptstadt Tallinn.
Sie liegt am Fuße des Tallinner Dombergs südlich der Nikolaistraße und östlich der Ritterstraße.

## Geschichte

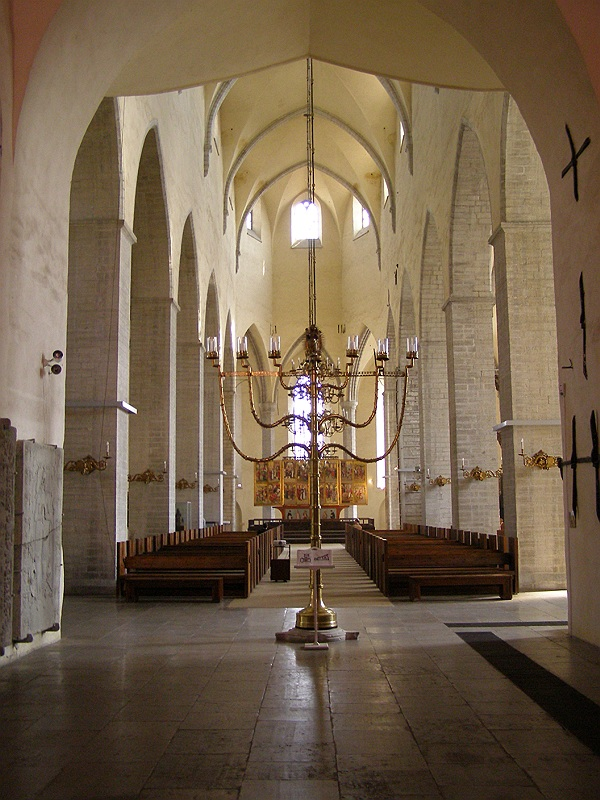
Im Inneren der Tallinner Nikolaikirche

Die Kirche wurde zwischen 1230 und 1275 von westfälischen Kaufleuten gegründet, die von der Insel Gotland nach Tallinn gezogen waren. Da Tallinn zur damaligen Zeit noch nicht befestigt war, errichtete man zunächst eine Wehrkirche als Zentrum der Ansiedelung. Erst im 14. Jahrhundert, nach Fertigstellung der Stadtmauer, wurde die Nikolaikirche zu einer gewöhnlichen Gemeindekirche. Sie wurde dem Heiligen Nikolaus geweiht, dem Schutzpatron der Kaufleute, Seeleute und Fischer.
Zwischen 1405 und 1420 erhielt die Kirche ihr heutiges gotisches Aussehen, als die Hansestadt Reval zu einigem Reichtum gekommen war. Das Mittelschiff überragte die Seitenschiffe und die Kirche wurde zu einer vollwertigen Basilika ausgebaut. 1515 wurde der Turm erhöht und mit einem spätgotischen Helm verziert. Im 17. Jahrhundert wurde der Turm verstärkt und mit einem Barockhelm ergänzt, der in den folgenden Jahrzehnten auf seine jetzige Höhe von 105 m erweitert wurde.
Die Nikolaikirche war die einzige Tallinner Kirche, die während der protestantischen Reformation in der Stadt 1523/24 vom Bildersturm verschont blieb. Angeblich soll der Kirchenvorstand zwar wie gefordert die Kirchenschlüssel ausgehändigt haben. Die Kirchenoberen füllten aber geschmolzenes Blei in die Schlüssellöcher und verwehrten so den aufgeputschten Massen den Zugang zur Kirche.
Während des Zweiten Weltkriegs wurde die Nikolaikirche fast vollständig zerstört. Dem verheerenden Luftangriff der Roten Armee auf Tallinn am 9. März 1944 und dem anschließenden Feuer fiel ein Großteil des Kircheninneren zum Opfer. Die meisten Kunstschätze konnten allerdings rechtzeitig in Sicherheit gebracht werden. Die Kirche wurde zwischen 1953 und 1984 wieder aufgebaut. Heute ist die Nikolaikirche Teil des estnischen Kunstmuseums. In ihr sind die wichtigsten sakralen Schätze Tallinns ausgestellt. Sie dient außerdem als Konzertsaal mit einer beeindruckenden Akustik. Konzertorganist der Nikolaikirche ist seit 1981 der estnische Musiker Andres Uibo.

## Kunstschätze
Wichtigstes Kunstwerk der Nikolaikirche ist der Totentanz des Lübecker Künstlers Bernt Notke in der Antoniuskapelle. Nur etwa ein Viertel des ursprünglich 30 m langen Werks von 1508/09 ist erhalten geblieben. Der Totentanz in der Nikolaikirche ist wahrscheinlich eine mittelalterliche Replik des Lübecker Totentanzes aus der Lübecker Marienkirche, der am 29. März 1942 beim Luftangriff auf Lübeck zerstört wurde.

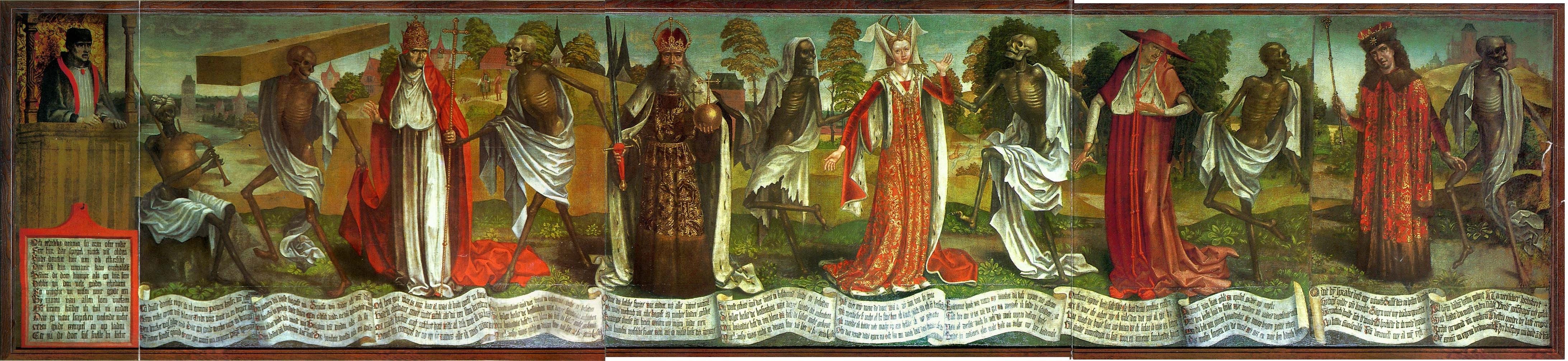
Der Tallinner Totentanz von Bernt Notke

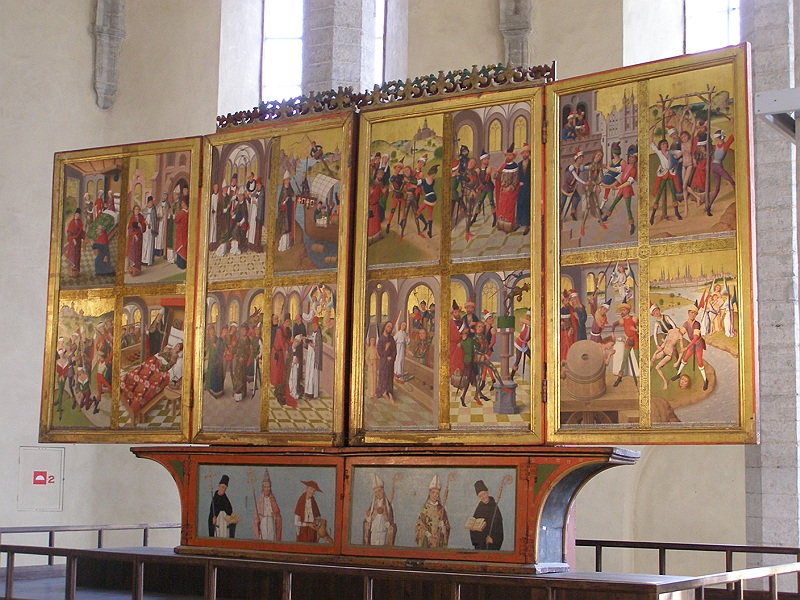
Hochaltar der Nikolaikirche aus der Werkstatt Hermen Rodes

Der Hochaltar der Nikolaikirche wurde 1478–1481 in der Werkstatt von Hermen Rode aus Lübeck hergestellt. Er ist eine Bestellung der Bruderschaft der Schwarzhäupter und kostete damals 1.250 Mark Lübisch. Die Gemälde des vierflügeligen Altars zeigen das Leben des Heiligen Nikolaus. Der Mittelteil und die Außenseite der Flügel zeigen über dreißig Figuren aus Holz, die sogenannte Heiligengalerie. Im Hintergrund auf dem rechten Außenflügel befindet sich die älteste gemalte Stadtansicht Lübecks.
Weitere Kunstwerke sind der Marienaltar (um 1500) und der Altar der Heiligen Familie, der um 1490 in der Werkstatt von Jan Borman in Brüssel gefertigt wurde. Der Altar der Passion Christi (auch Antonius-Altar genannt) wurde auf Bestellung der Schwarzenhäupter-Bruderschaft ca. 1510/15 durch den Brügger Maler Adriaen Isenbrant hergestellt. Er wurde später vom Revaler Meister Michel Sittow ergänzt.
In der Silberkammer der Nikolaikirche sind die Silberschmuckstücke der Gilden und Zünfte sowie der Schwarzenhäupter-Bruderschaft ausgestellt.

## Charles Eugène de Croÿ

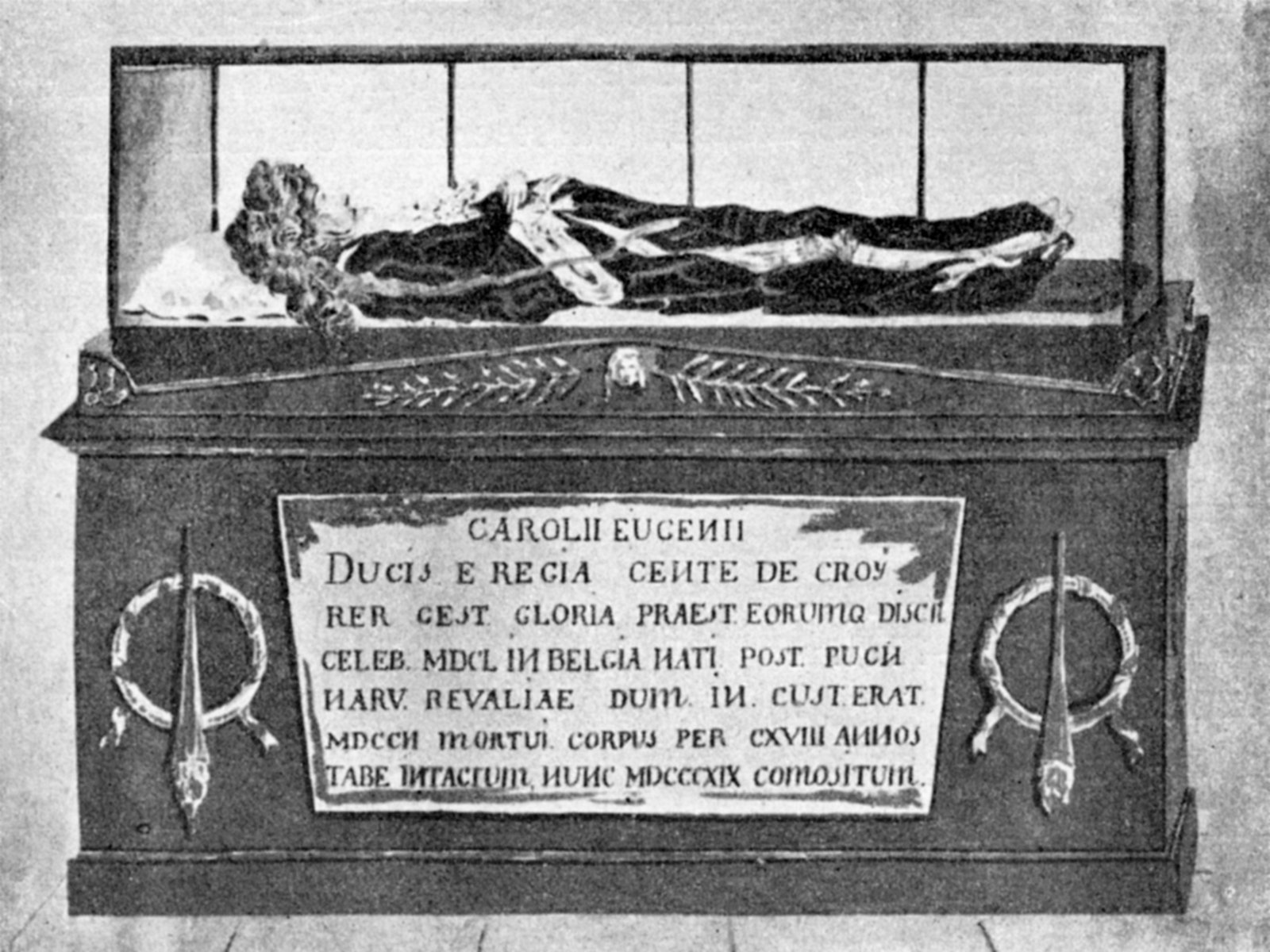
Die Mumie Charles Eugène de Croÿs, Zeichnung aus dem 19. Jahrhundert

In einer Seitenkapelle der Nikolaikirche war eine skurrile Kuriosität Estlands aufgebahrt: die Mumie des zaristischen Feldmarschalls Graf Charles Eugène de Croÿ. Er befehligte 1700 die russischen Truppen in der Schlacht bei Narva. Von der schwedischen Armee gefangen genommen, starb er wenige Jahre danach in Tallinn. Da niemand für seine Beerdigung bezahlen wollte, blieb der mumifizierte Leichnam in der Nikolaikirche ausgestellt und wurde dort zu einer Sehenswürdigkeit der Stadt. Erst 1897 ließen ihn die russischen Behörden in der Clodtschen Grabkapelle beisetzen.
Die kuriose Lebens- und Todesgeschichte des Herzogs wurde von Werner Bergengruen literarisch beschrieben (1939).

## Grabkapellen
An die Nordseite der Kirche wurden im 17. und 18. Jahrhundert eine Reihe von Grabkapellen angebaut, unter anderem für Bogislaus von Rosen (1651), Gustav Adolf Clodt von Jürgensburg (1673) und den Gouverneur Herzog Peter August (Schleswig-Holstein-Sonderburg-Beck) (1773).
Südlich der Kirche befindet sich die Kelch-Linde, an der der Pastor und Chronist Christian Kelch (1657–1710) beigesetzt sein soll.

## Orgel
Die Hauptorgel wurde 1981 von der Orgelbaufirma Rieger-Kloss erbaut. Das Schleifladen-Instrument hat 62 Register auf vier Manualwerken und Pedal. Die Spieltrakturen sind mechanisch, die Registertrakturen sind elektrisch.
| I Hauptwerk C–a3 |                |        |
| 01.              | Principal      | 16′    |
| 02.              | Principal      | 08′    |
| 03.              | Rohrflöte      | 08′    |
| 04.              | Gemshorn       | 08′    |
| 05.              | Octave         | 04′    |
| 06.              | Hohlflöte      | 04′    |
| 07.              | Quinte         | 02 ⁄3′ |
| 08.              | Superoctave    | 02′    |
| 09.              | Mixtur Major V | 02′    |
| 10.              | Scharf IV      | 01′    |
| 11.              | Trompete       | 16′    |
| 12.              | Trompete       | 08′    |

| II Positiv C–a3 |                 |        |
| 13.             | Principal       | 08′    |
| 14.             | Gedackt         | 08′    |
| 15.             | Quintatön       | 08′    |
| 16.             | Principal       | 04′    |
| 17.             | Rohrflöte       | 04′    |
| 18.             | Octave          | 02′    |
| 19.             | Spitzflöte      | 02′    |
| 20.             | Quinte          | 01 ⁄3′ |
| 21.             | Superoctave     | 01′    |
| 22.             | Sesquialtera II | 02 ⁄3′ |
| 23.             | Mixtur IV       | 01′    |
| 24.             | Dulcianregal    | 16′    |
| 25.             | Krummhorn       | 08′    |
|                 | Tremulant       |        |

| III Schwellwerk C–a3 |                      |     |
| 26.                  | Bordun               | 16′ |
| 27.                  | Holzflöte            | 08′ |
| 28.                  | Principal            | 04′ |
| 29.                  | Querflöte            | 04′ |
| 30.                  | Doublette            | 02′ |
| 31.                  | Cornett V (ab ais0)  | 08′ |
| 32.                  | Fourniture V         |     |
| 33.                  | Basson               | 16′ |
| 34.                  | Trompette Harmonique | 08′ |
| 35.                  | Clairon Harmonique   | 04′ |
|                      | Tremulant            |     |

| IV Schwellwerk C–a3 |                   |        |
| 36.                 | Koppelflöte       | 8′     |
| 37.                 | Gamba             | 8′     |
| 38.                 | Schwebung (ab c0) | 8′     |
| 39.                 | Principal         | 4′     |
| 40.                 | Blockflöte        | 4′     |
| 41.                 | Nazard            | 2 ⁄3′  |
| 42.                 | Waldflöte         | 2′     |
| 43.                 | Terz              | 1 3⁄5′ |
| 44.                 | Sifflöte          | 1′     |
| 45.                 | Quintan II        |        |
| 46.                 | Cimbel III        |        |
| 46.                 | Hautbois          | 8′     |
| 47.                 | Vox Humana        | 8′     |
| 48.                 | Regal             | 4′     |
|                     | Tremulant         |        |

| Pedalwerk C–f1 |                   |         |
| 49.            | Principal         | 16′     |
| 50.            | Subbass           | 16′     |
| 51.            | Bordun (= Nr. 26) | 16′     |
| 52.            | Quinte            | 10 2⁄3′ |
| 53.            | Octave            | 08′     |
| 54.            | Bassflöte         | 08′     |
| 55.            | Choralbaß         | 04′     |
| 56.            | Holzflöte         | 04′     |
| 57.            | Nachthorn         | 02′     |
| 58.            | Rauschbaß III     | 05 1⁄3′ |
| 59.            | Mixtur V          | 02 ⁄3′  |
| 60.            | Bombarde          | 16′     |
| 61.            | Trompete          | 08′     |
| 62.            | Clairon           | 04′     |